# Agulla arizonica
Agulla (Agulla) arizonica is een kameelhalsvliegensoort uit de familie van de Raphidiidae. De soort komt voor in het zuidwesten van de Verenigde Staten.
Agulla (Agulla) arizonica werd voor het eerst wetenschappelijk beschreven door Banks in 1911.